# Rachael Karker
Rachael Karker (ur. 9 września 1997 r. w Guelph) – kanadyjska narciarka dowolna, specjalizująca się w konkurencji halfpipe, wicemistrzyni świata.

## Kariera
Karker pierwszą styczność z nartami miała w wieku 2 lat. W wieku 10 lat zaprzestała treningów narciarskich na rzecz gimnastyki artystycznej. W wieku 14 lat wróciła do treningów narciarskich, skupiając się na halfpipie.
Na arenie międzynarodowej po raz pierwszy pojawiła się w lutym 2015 roku, podczas zawodów z cyklu Pucharu Ameryki Północnej. W trakcie debiutu uplasowała się na 6. pozycji w konkursie halfpipe'u. W zawodach Pucharu Świata zadebiutowała w sierpniu 2015 roku w nowozelandzkiej Cardronie, w których zajęła 11. miejsce. Po raz pierwszy na podium zawodów Pucharu Świata stanęła w chińskim Secret Garden, w grudniu 2018 roku. Zajęła wtedy 2. miejsce ulegając jedynie reprezentantce gospodarzy, Zhang Kexin. W styczniu 2019 roku zdobyła brązowy medal w konkurencji SuperPipe podczas Winter X Games 23. W lutym 2019 roku wystartowała w mistrzostwach świata w Park City, w których uplasowała się tuż za podium, zajmując 4. miejsce w konkursie halfpipe'u. W Pucharze świata, w sezonie 2018/2019 zajęła drugie miejsce w klasyfikacji halfpipe'u, ulegając jedynie rodaczce Cassie Sharpe. Ten sam wynik osiągnęła sezon później, tym razem uznając wyższość Waleriji Diemidowej z Rosji. Ponadto zajęła trzecie miejsce w klasyfikacji halfpipe'u w sezonie 2021/2022. W styczniu 2020 roku ponownie stanęła na podium zawodów Winter X Games 24, tym razem zajmując drugie miejsce w SuperPipe. Rok później podczas Winter X Games 25 wywalczyła kolejny brązowy medal. W marcu 2021 roku zdobyła srebrny medal podczas mistrzostw świata w Aspen, ulegając jedynie Eileen Gu. Na rozgrywanych rok później igrzyskach olimpijskich w Pekinie wywalczyła brązowy medal, plasując się za Gu i Sharpe.

## Osiągnięcia

### Igrzyska olimpijskie
| Miejsce | Dzień     | Rok  | Miejscowość | Konkurencja | Zwyciężczyni |
| ------- | --------- | ---- | ----------- | ----------- | ------------ |
| 3.      | 18 lutego | 2022 | Pekin       | halfpipe    | Eileen Gu    |

### Mistrzostwa świata
| Miejsce | Dzień    | Rok  | Miejscowość | Konkurencja | Zwyciężczyni    |
| ------- | -------- | ---- | ----------- | ----------- | --------------- |
| 4.      | 9 lutego | 2019 | Park City   | Halfpipe    | Kelly Sildaru   |
| 2.      | 12 marca | 2021 | Aspen       | Halfpipe    | Eileen Gu       |
| 3.      | 4 marca  | 2023 | Bakuriani   | Halfpipe    | Hanna Faulhaber |
| 4.      | 30 marca | 2025 | Engadyna    | Halfpipe    | Zoe Atkin       |

### Puchar Świata

#### Miejsca w klasyfikacji generalnej
- sezon 2015/2016: 113.
- sezon 2016/2017: 172.
- sezon 2017/2018: 71.
- sezon 2018/2019: 13.
- sezon 2019/2020: 8.

Od sezonu 2020/2021 klasyfikacja generalna została zastąpiona przez klasyfikację Park & Pipe (OPP), łączącą slopestyle, halfpipe oraz big air.
- sezon 2020/2021: 10.
- sezon 2021/2022: 6.
- sezon 2022/2023: 5.
- sezon 2023/2024: –
- sezon 2024/2025: 18.

#### Miejsca na podium w zawodach
1. Secret Garden – 20 grudnia 2018 (halfpipe) – 2. miejsce
2. Calgary – 16 lutego 2019 (halfpipe) – 2. miejsce
3. Copper Mountain – 13 grudnia 2019 (halfpipe) – 3. miejsce
4. Secret Garden – 21 grudnia 2019 (halfpipe) – 2. miejsce
5. Mammoth Mountain – 1 lutego 2020 (halfpipe) – 3. miejsce
6. Calgary – 14 lutego 2020 (halfpipe) – 2. miejsce
7. Aspen – 21 marca 2021 (halfpipe) – 1. miejsce
8. Copper Mountain – 10 grudnia 2021 (halfpipe) – 2. miejsce
9. Calgary – 30 grudnia 2021 (halfpipe) – 3. miejsce
10. Calgary – 1 stycznia 2022 (halfpipe) – 2. miejsce
11. Copper Mountain – 17 grudnia 2022 (halfpipe) – 1. miejsce
12. Calgary – 19 stycznia 2023 (halfpipe) – 2. miejsce
13. Calgary – 21 stycznia 2023 (halfpipe) – 2. miejsce
14. Mammoth Mountain – 3 lutego 2023 (halfpipe) – 3. miejsce
15. Cardrona – 9 września 2024 (halfpipe) – 3. miejsce
16. Calgary – 15 lutego 2025 (halfpipe) – 3. miejsce